# Kajsa Hallberg Adu
Kajsa Hallberg Adu, född 7 februari 1981, är en svensk bloggare och föreläsare vid Ashesi-universitetet i Ghana. Hon är grundare av organisationen Blogging Ghana.
I september 2020 är hon en av deltagarna på Bokmässan.